# Rosalind Goodrich Bates
Rosalind Goodrich Bates (29 juillet 1884 -  14 novembre 1961) est une avocate et clubwoman américaine. 

## Biographie
En 1944, elle fonde la Fédération internationale des femmes juristes.